# (6222) 1980 PB3
(6222) 1980 PB3 là một vành đai tiểu hành tinh ngoại tiếp. Nó được phát hiện bởi Royal Observatory, Edinburgh ở Đài thiên văn Siding Spring gần Coonabarabran, New South Wales, Úc, ngày 8 tháng 8 năm 1980.